# Karel Zachara
Karel Zachara (26. listopadu 1901 – ???) byl český a československý politik Komunistické strany Československa a poúnorový poslanec Národního shromáždění ČSR.

## Biografie
Za války působil v odboji. V roce 1941 stanul před zvláštním soudem u německého soudu v Brně. Byl tehdy železničním úředníkem ze Židenic. V roce 1948 je uváděn jako vrchní inspektor ČSD, bytem Brno-Husovice.
Ve volbách roku 1948 byl zvolen do Národního shromáždění za KSČ ve volebním kraji Brno. V parlamentu zasedal do října 1952, kdy rezignoval a nahradil ho Jan Nedělka.